# Selapajang
Selapajang is een bestuurslaag in het regentschap Tangerang van de provincie Banten, Indonesië. Selapajang telt 8972 inwoners (volkstelling 2010).